# Orenburger Ziege
Die Orenburger Ziege (russ. Оренбургская коза) ist eine Rasse der Hausziege, die im 19. Jahrhundert gezüchtet wurde mit dem Züchtungsziel, ein langes und weiches Fell mit feinem Flaumhaar zu erhalten. Die Herstellung der Orenburger Schals ist eng mit dieser Ziegenrasse verbunden.
Die Orenburger Ziegenrasse ist die marktgängigste Ziege für feinen Ziegenflaum in Russland. Eine ähnliche Rasse ist die Kaschmirziege, die ebenfalls zur Gewinnung ihres feinen weichen Flaumhaares gezüchtet wird.
Die Züchtung der Rasse wurde durch das besonders raue Kontinentalklima der Region um Orenburg geprägt: starke Winde, starker Frost, heiße und trockene Sommer.  Zusätzlich zur lange andauernden natürlichen Selektion wurden Anfang des 20. Jahrhunderts Kaschmirziegen in diese Gebiete eingeführt und mit der Orenburger Ziege eingekreuzt.

## Merkmale
Über 90 Prozent der Orenburger Ziegen haben ein schwarzes Fell, die übrigen sind braun, hell oder mehrfarbig.  Es sind jedoch auch Ziegen mit weißem Fell anzutreffen. Von anderen Ziegenrassen unterscheidet sich die Orenburger Ziege durch ihr ergiebiges, langes, weiches und dünnes Haar. Sie ist größer als andere Rassen, die wegen der Gewinnung des Ziegenfells oder der Ziegenwolle gehalten werden (Wollziegen), und hat eine robuste Konstitution. Die Ziegen besitzen einen scharfen Widerrist, der etwas über die Rückenlinie hervorsteht. Der Kopf ist klein mit einem leicht gewölbten Gesicht. Die Extremitäten sind dünn, aber stark gebaut. Das Gewicht einer Ziege beträgt im Frühling 36 bis 38 kg, nach anderen Angaben bis 45 kg, die Ziegenböcke wiegen 55 bis 65, nach Angaben der FAO bis 75 kg,. Beide Geschlechter tragen meist Hörner. Sie bringen jährlich ein bis zwei Junge zur Welt; 30 bis 40 % sind Zwillingsgeburten. Die Ziegen geben während der sechsmonatigen Laktationsperiode durchschnittlich 200 bis 250 Liter Ziegenmilch, nach anderen Angaben 85 bis 100 Liter; beides ist für eine Milchziege relativ wenig. Ihre Milch hat einen mittleren Fettgehalt von 3,9 % (3,2 bis 6,1 %). Bei einer Wollziege steht die Milchleistung jedoch nicht im Vordergrund.
Das Fell besteht aus langen, hellem Deckhaar, relativ kurzer Wolle und dazwischenliegenden Fasern.
Besonders Ziegen im Alter von fünf bis sechs Jahren gebären öfter (65 %) zwei bis drei junge Ziegen je Wurf. Jüngere Ziegen gebären bedeutend weniger oft Mehrlinge, so werfen zwei Jahre alte Ziegen nur zu 10 bis 15 % Zwillinge und Drillinge, drei Jahre alte Ziegen zu 16 bis 20 % und vier Jahre alte Ziegen zu 25 bis 40 %.

## Verbreitung
Die Orenburger Ziege ist ein einem sehr großen Gebiet im Süden Sibiriens verbreitet; gehalten wird sie vorwiegend im Südural, in der Oblast Orenburg, Oblast Tscheljabinsk, der Republik Tatarstan, der Republik Baschkortostan und der Region Aqtöbe (Kasachstan).
Der Bestand der Orenburger Ziegen nimmt stark ab. So gab es 1980 157978 Ziegen dieser Rasse, 1990 dann 114453 und 2003 nur noch 29400 Ziegen.

## Wolle
Das Deckhaar entspricht Kaschmirwolle, aus der unter anderem der Orenburger Schal produziert wird. Der Wollflaum wächst besonders stark im Herbst und Winter, während die langen Wollfasern des Deckfells besonders intensiv im Sommer und Herbst wachsen.
Die oberste Schicht der Wolle der Orenburger Ziegen ist gewöhnlich schwarz und der darunter liegende Wollflaum grau. Ungefähr 35 % der gewonnenen Wolle ist Flaumwolle und 65 % lange Faserwolle.
Die Flaumwolle der Orenburger Ziege ist im Vergleich mit anderen Ziegenrassen sehr dünn, jedoch auch kürzer. Die Wolle der Orenburger Ziege ist sehr weich und elastisch. Der Wollvlies besteht in der oberste Schicht der Wolle aus 11,3 cm ±0,4 cm langen Fasern und der Wollflaum aus 5,7 cm mit einer Schwankungsbreite von 0,5 cm.  Der durchschnittliche Faserdurchmesser beträgt durchschnittlich 15 Mikrometer.
Um die Flaumhaare zu gewinnen, werden sie aus dem Fell gekämmt. Der Jahresertrag der wertvollen Flaumwolle beträgt durchschnittlich 250 bis 380 g je Tier. Der Wollertrag und die Qualität der Wolle hängen stark von der Ernährung, der Art der Haltung und vom Zeitpunkt der Wollgewinnung ab. Auch das Alter der Ziege hat einen Einfluss. In den ersten drei bis fünf Lebensjahren nimmt der Ertrag an Ziegenwolle zu, danach bleibt er konstant und nimmt ab dem siebenten Lebensjahr wieder ab. Ebenso nimmt dann auch die Qualität der Wolle ab, die Fasern werden brüchiger.

## Wollziegen
Andere Ziegenrassen zur Gewinnung weichen Flaumhaares in Russland sind die Flaumziegenrassen sind die Altaiische Bergziege (Gornoaltajskaja-Ziege), die in der Region Altai verbreitet ist, und die Pridonskaja Ziege (Don-Ziege). Sie ist in den Gebieten am Don und seinen Zuflüssen verbreitet – die Regionen um Wolgograd, Woronesch und Rostow. Eine schwarze Rasse ist die Usbekische Schwarzziege.